# Balky (Wassyliwka)
Balky (ukrainisch Балки; russisch Балки Balki) ist ein Dorf in der ukrainischen Oblast Saporischschja mit etwa 6000 Einwohnern (2001).

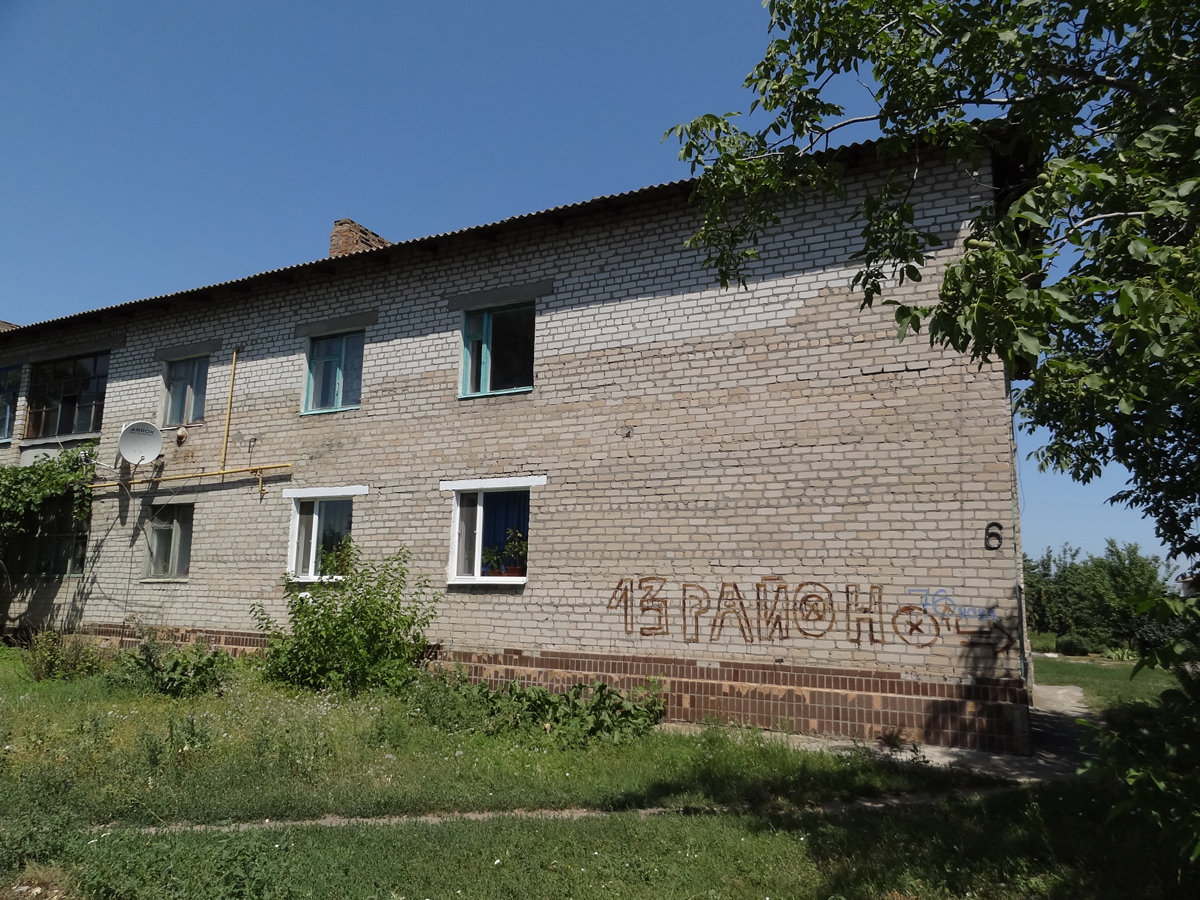
Haus im Ort

Das 1795 gegründete Dorf liegt im Westen des Rajon Wassyliwka. Sie liegt am (linken) Südufer des zum Kachowkaer Stausee angestauten Dnepr und grenzt im Osten an die Stadt Dniprorudne.
Balky befindet sich 35 km südöstlich von Enerhodar, 33 km südwestlich vom Rajonzentrum Wassyliwka und 85 km südwestlich vom Oblastzentrum Saporischschja.
Durch die Gemeinde verläuft die Regionalstraße P–37.
Am 12. Juni 2020 wurde das Dorf ein Teil der neugegründeten Landgemeinde Mala Biloserka, bis dahin bildete es die gleichnamige Landratsgemeinde Balky (Балківська сільська рада/Balkiwska silska rada) im Westen des Rajons Wassyliwka.